# 무술의 역사
무술의 초기 모습은 수천 년 전으로 거슬러 올라가지만 정확한 기원은 찾기 어렵다. 모의 전투와 문화적 보편성으로서 진지한 근접 전투의 최적화에 영감을 주는 인간의 고유한 공격 패턴은 의심할 여지 없이 오스트랄로피테신 때 부터 물려받았으며 그 모습은 초기 출현부터 " 무술 "이라는 개념으로 만들어졌다. 실제로 무술의 많은 보편성은 특정 전통이나 시대에 의존하지 않고 인간 생리학적 특성에 의해 고정된다.
특정 무술의 전통은 그리스 레슬링 또는 인도 서사시나 중국의 춘추시대에서 묘사된 것과 같은 학문과 함께 고전 고대에서 확인할 수도 있다.

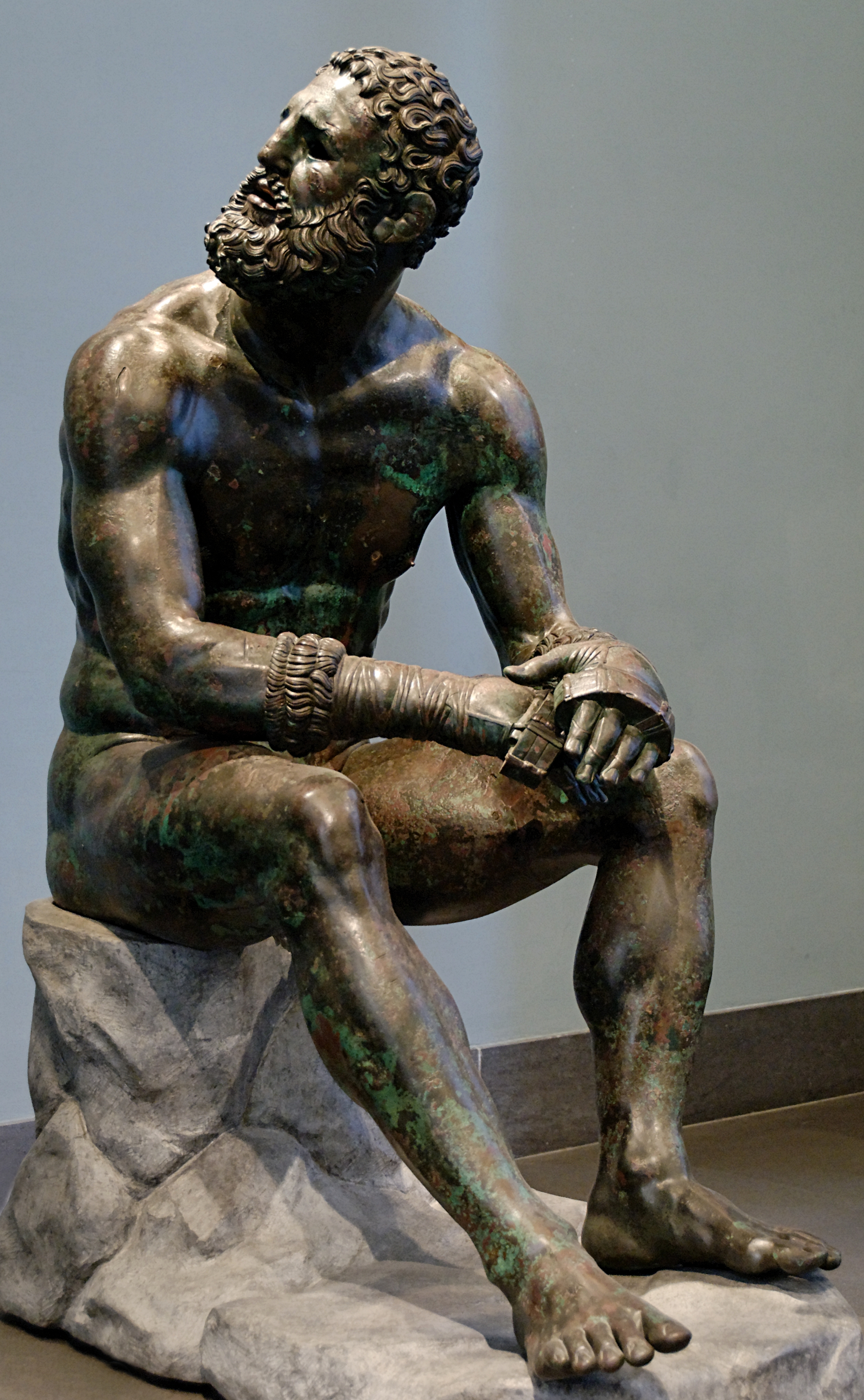
시합 후 쉬고 있는 퀴리날레의 복서 (청동 조각, 기원전 3세기)